# Cap-Rouge
Pour l’article homonyme, voir Cap-Rouge (Nouvelle-Écosse).
Cap-Rouge est un des 35 quartiers de la ville de Québec, et un des sept qui sont situés dans l'arrondissement de Sainte-Foy–Sillery–Cap-Rouge.  Son nom provient du promontoire de schiste rougeâtre situé à l'embouchure de la rivière du Cap Rouge.Avant les réorganisations municipales québécoises de 2002, Cap-Rouge était une municipalité distincte; cependant le quartier actuel est plus vaste puisqu'il s'étend au nord jusqu'à l'autoroute 40 (En plus des anciennes limites de la ville, il comprend également, de l'ancienne ville de Sainte-Foy, les secteurs suivants : Les Sources, Le Gendre/Chaudière et la portion nord du Lac Saint-Augustin),. De 2002 au 1er novembre 2009 il était l'un des trois quartiers qui étaient situés dans le défunt arrondissement Laurentien. Il est délimité au sud par le fleuve Saint-Laurent.

## Géographie
Son nom est dû à la présence de roches rougeâtres de type schiste sur les falaises à l'ouest du parc de la Plage-Jacques-Cartier.
Le secteur historique de Cap-Rouge a été principalement construit sur la partie basse de la rivière du Cap Rouge et autour de son embouchure. C'est également dans ce secteur et dans celui des rives avoisinantes du fleuve Saint-Laurent qu'on retrouve un vaste marais à Scirpe d'Amérique, désigné comme Aire de concentration pour les oiseaux aquatiques (ACOA) par le Ministère de l'Environnement. Le marais de Cap-Rouge abrite plus 18 espèces végétales présentes sur la liste des espèces menacées ou vulnérables du Québec, dont le gentianopsis élancé (variété de Victorin), la cicutaire maculée et l'eriocaulon de Parker ( Eriocaulon parkeri).

## Histoire

### Tentative de colonisation auXVIesiècle

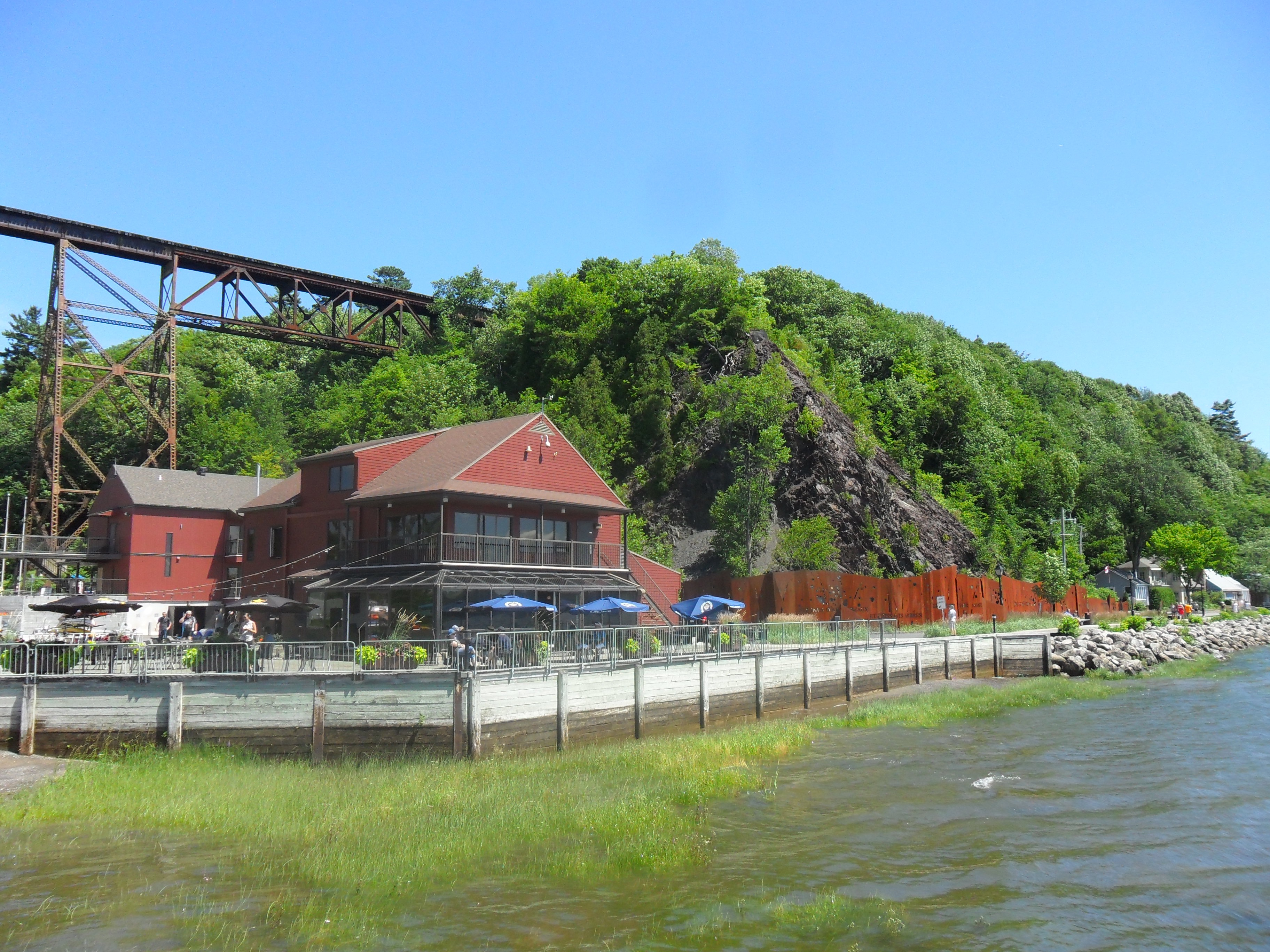
Le Cap Rouge, avec sa colonie de Charlesbourg-Royal, est le plus ancien lieu d'établissement européen en Amérique du Nord.

Cap-Rouge, lieu historique en Nouvelle-France, fut le théâtre de la première tentative sérieuse de colonisation française en Amérique du Nord au XVIe siècle. En 1534, Jacques Cartier explore le golfe du Saint-Laurent, mais ce n'est qu'à son retour en 1535, guidé par deux autochtones, Taignoagny et Domagaya, qu'il découvre l'immense fleuve Saint-Laurent. Cartier nomme l'embouchure de la rivière Sainte-Croix (aujourd'hui Saint-Charles) en l'honneur de l'Exaltation de la Sainte Croix, puis continue son exploration jusqu'au mont Royal.
En 1541, Cartier, mandaté par François Ier, retourne avec 375 colons et établit la colonie de Charlesbourg-Royal, plus tard rebaptisée France-Roy par Roberval. Il choisit Cap-Rouge pour sa petite rivière et ses terres fertiles. Les colons y érigent deux forts pour se protéger, cultivent des céréales et des légumes, et construisent divers bâtiments. Cependant, la colonie connaît des difficultés dues aux conditions rigoureuses, au scorbut et aux tensions avec les autochtones. Malgré ces défis, Cartier retourne en France avec des échantillons de minéraux croyant avoir trouvé des métaux précieux, mais ils se révèlent n'être que du quartz et du mica.
En 1542, Roberval, arrivé en renfort avec d’autres colons, prend en charge la colonie mais fait face à des conditions hivernales extrêmes et à un rationnement sévère. Plusieurs incidents, y compris des condamnations pour vols de nourriture, ponctuent l'hiver. La situation précipite finalement l’abandon du site en 1543, scellant l’échec de cette première colonie française. Cet échec marque la fin des tentatives de colonisation française pendant plus de 50 ans.

### Premiers établissements permanents
En 1635, une première seigneurie est concédée sur le territoire de Cap-Rouge, mais révoquée l'année suivante par la Compagnie des Cent-Associés. Cependant vers 1638 le père Le Jeune, missionnaire jésuite, note dans les Relations la présence de quelques familles dans la vallée. C'est d'ailleurs la première fois que le toponyme est attesté. Entre 1647 et 1652, les seigneuries de Maur, à l'ouest, et de Gaudarville, à l'est, sont établies sur le territoire. À partir de ce moment, des censitaires s'établissent sur les terres de Cap-Rouge. Le village qui se forme est desservi par les paroisses de l'Ancienne-Lorette (1678) au nord, de Saint-Augustin (1691) à l'ouest et de Sainte-Foy (1698) à l'est.

### Paroisse et municipalité
Au début du XIXe siècle, un certain essor industriel et commercial (poterie, forge, briqueterie, commerce du bois) favorise l'expansion démographique. Cependant, en 1850, Cap-Rouge n'avait toujours aucune institution civile ou religieuse en propre. Cette année-là, une municipalité scolaire est créée et les premiers commissaires d'écoles nommés. En 1856, un groupe de résidents adresse une requête au coadjuteur de l'archidiocèse, Mgr Baillargeon, pour obtenir la création d'une paroisse et la construction d'une église. Celui-ci refuse, justifiant sa décision par la population trop faible. 

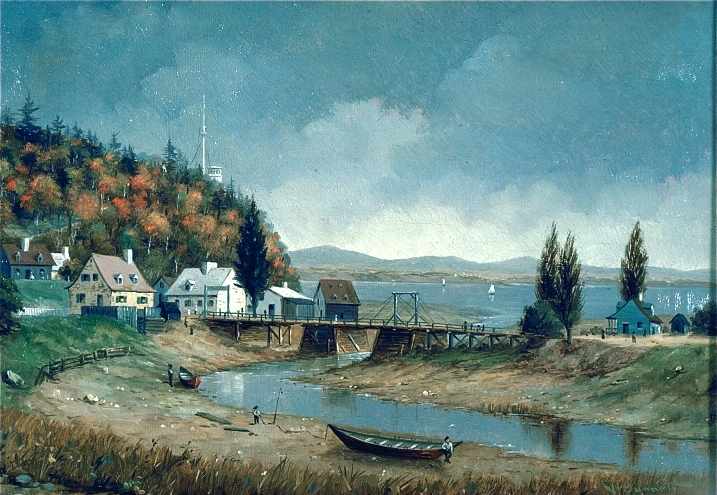
Cap-Rouge, Quebec
par Henry Richard S. Bunnett, 1886

Les habitants persévèrent et créent un comité pour construire une chapelle. Une pétition est adressée le 3 janvier 1859 à l'archevêché qui envoie le vicaire général Charles-Félix Cazeau visiter le terrain pressenti. La pétition mentionnait que même si Cap-Rouge ne comptait que 46 chefs de famille, elle soutenait une école élémentaire depuis plusieurs années et rétribuait bien l'instituteur. Le rapport est favorable, et le 27 janvier 1859, cinq syndics sont nommés pour s'occuper du financement. La chapelle est nommée Saint-Félix en hommage au vicaire général. Le 18 avril suivant, le contrat pour la construction de la chapelle est signé. En novembre, Pierre-Olivier Drolet est nommé chapelain. Il assure l'exercice du culte, mais les curés de Sainte-Foy, Saint-Augustin et l'Ancienne-Lorette gardent leur autorité pour les mariages, baptêmes et sépultures. C'est en 1862 que la paroisse Saint-Félix est érigée canoniquement, et que l'abbé Drolet devient officiellement le premier curé. La construction de l'église est complétée en 1864, sur des plans de l'architecte Joseph-Ferdinand Peachy. 
Dix ans plus tard, en 1872, la municipalité de la paroisse de Saint-Félix-du-Cap-Rouge est créée et son premier maire est l'homme d'affaires Joseph Bell Forsyth. Elle changera de nom officiel et de statut en 1983 lorsqu'elle devient la ville de Cap-Rouge. Enfin, lors des réorganisations municipales québécoises, Cap-Rouge est regroupée avec 12 autres municipalités pour former la nouvelle ville de Québec, avec effet le 1er janvier 2002.

#### Liste des maires de Saint-Félix-du-Cap-Rouge et de Cap-Rouge
Liste des maires de Saint-Félix-du-Cap-Rouge et de Cap-Rouge :
Saint-Félix-du-Cap-Rouge (1872-1983)
- 1873-1882 : Joseph Bell Forsyth
- 1882-1884 : Adolphe Robitaille
- 1884-1885 : James Bowen - (décédé en fonction)
- 1885 : James Brown
- 1885-1890 : Joseph Bell Forsyth - deuxième mandat
- 1890-1893 : Onésime Voyer
- 1893-1895 : Joseph Drolet
- 1895-1900 : Augustin Bourbeau
- 1900-1905 : George Moore Fairchild
- 1905-1912 : Augustin Bourbeau - deuxième mandat
- 1912-1914 : Joseph Jobin
- 1914-1923 : Onésime Blanchette
- 1923-1927 : Eugène Bourbeau
- 1927-1928 : Arthur Bédard
- 1928-1946 : Joseph-Irenée Lessard
- 1946-1951 : Elphège Bégin
- 1951-1962 : Jean-Charles Cantin
- 1962-1963 : Gustave Poisson
- 1963-1973 : Jacques Lessard
- 1973-1978 : Pierre Barbeau
- 1978-1979 : Yves Blache
- 1979-1991 : André Juneau

Ville de Cap-Rouge (1983-2001)
- 1979-1991 : André Juneau
- 1991-1995 : Normand Chatigny
- 1995-2001 : Michèle Bouchard-Rousseau

#### Hommages toponymiques
- La rue Bégin a été nommée en l'honneur du maire Bégin, vers 1970, dans la municipalité de Saint-Félix-de-Cap-Rouge, maintenant présente dans la ville de Québec.
- La rue Joseph-B.-Forsyth a été nommée en l'honneur du maire Joseph-B.-Forsyth, en 1983, dans la ville de Cap-Rouge, maintenant présente dans la ville de Québec.
- La rue Blanchette a été nommée en l'honneur du maire Blanchette, vers 1967, dans la municipalité de Saint-Félix-de-Cap-Rouge, maintenant présente dans la ville de Québec.
- La rue Augustin-Bourbeau a été nommée en l'honneur du maire Bourbeau, vers 1970, dans la municipalité de Saint-Félix-de-Cap-Rouge, maintenant présente dans la ville de Québec.
- La rue James-Bowen a été nommée en l'honneur du maire Bowen, en 2006, dans la ville de Québec.
- La rue Jean-Charles-Cantin a été nommée en l'honneur du maire Cantin, en 1989, dans la ville de Cap-Rouge, maintenant présente dans la ville de Québec.
- La rue Joseph-Jobin a été nommée en l'honneur du maire Jobin, en 1989, dans la ville de Cap-Rouge, maintenant présente dans la ville de Québec.
- La rue des Maires-Lessard a été nommée en l'honneur des maires Joseph-Irenée Lessard et Jacques Lessard, vers 1950, originellement pour Joseph-Irenée dans la municipalité de Saint-Félix-de-Cap-Rouge. Par la suite le toponyme a été bonifié, en 2006, et est présent dans la ville de Québec.
- La rue George-M.-Fairchild a été nommée en l'honneur du maire Fairchild, en 2004, dans la ville de Québec.
- La rue Onésime-Voyer a été nommée en l'honneur du maire Voyer, en 1986. Le parc Onésime-Voyer a été nommé en 1992. Ceux deux toponymes étaient présents dans la ville de Cap-Rouge, maintenant ils sont présents dans la ville de Québec.

### Poterie de Cap-Rouge
Fondée en 1860, la poterie de Cap-Rouge est une manufacture de céramique. Durant les premières dix années suivant sa création, la Poterie de Cap-Rouge ne connaît pas un grand succès et elle connaît de nombreuses ventes. C'est seulement entre 1870 et 1880 que la poterie connaît une certaine prospérité. La manufacture est détruite en 1892. 

## Portrait du quartier
Le quartier de Cap-Rouge est niché dans la vallée de la rivière du Cap Rouge et sur les plateaux situés de chaque côté. Un de ses attraits les plus spectaculaires est le tracel de Cap-Rouge qui franchit la vallée.

### Artères principales

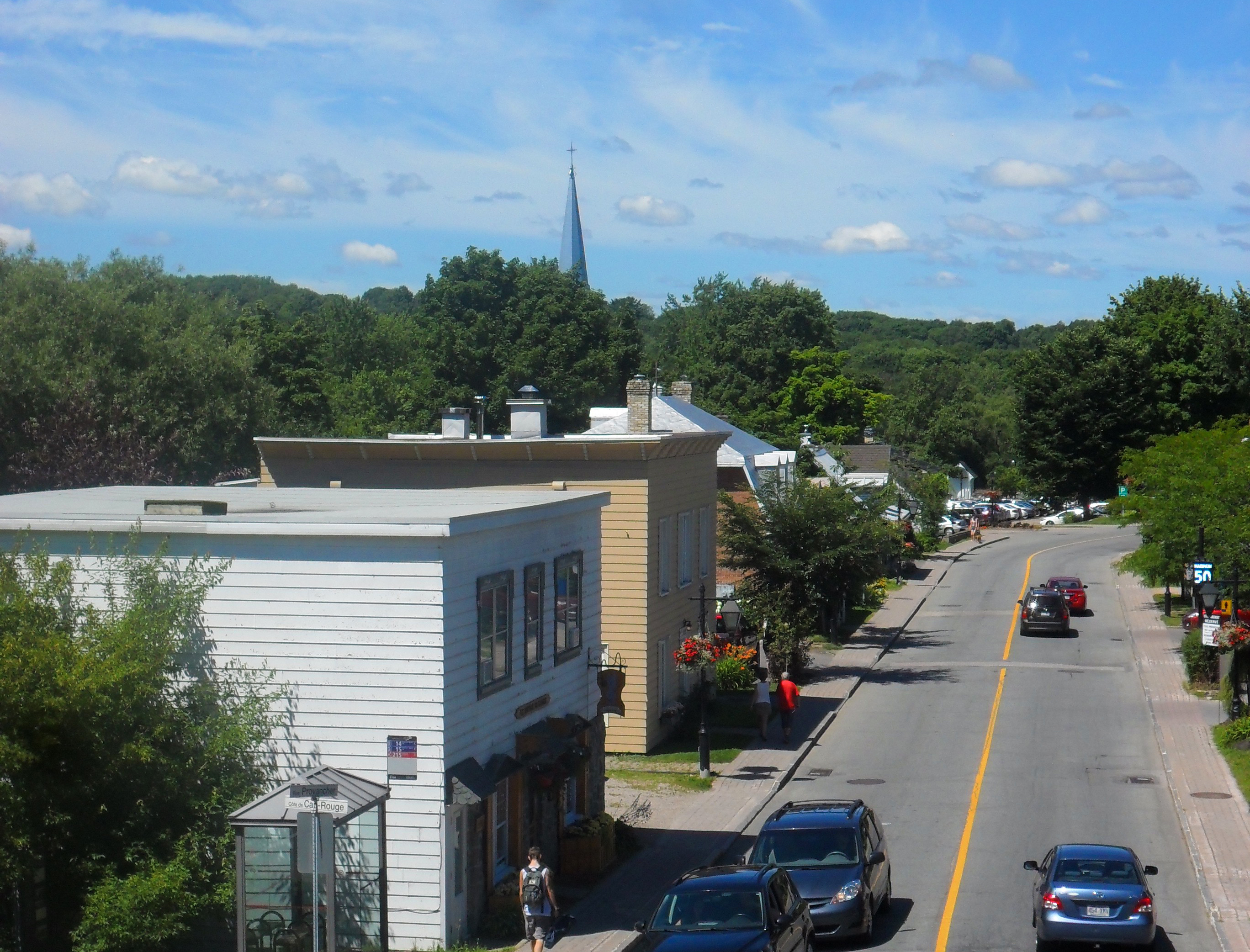
Rue Provancher

- Rue Provancher/rue du Domaine/route Jean-Gauvin
- Boulevard de la Chaudière
- Rue Saint-Félix/côte de Cap-Rouge/chemin Sainte-Foy
- Rue de la Promenade-des-Sœurs
- Autoroute Félix-Leclerc (autoroute 40)

### Parcs, espaces verts et loisirs

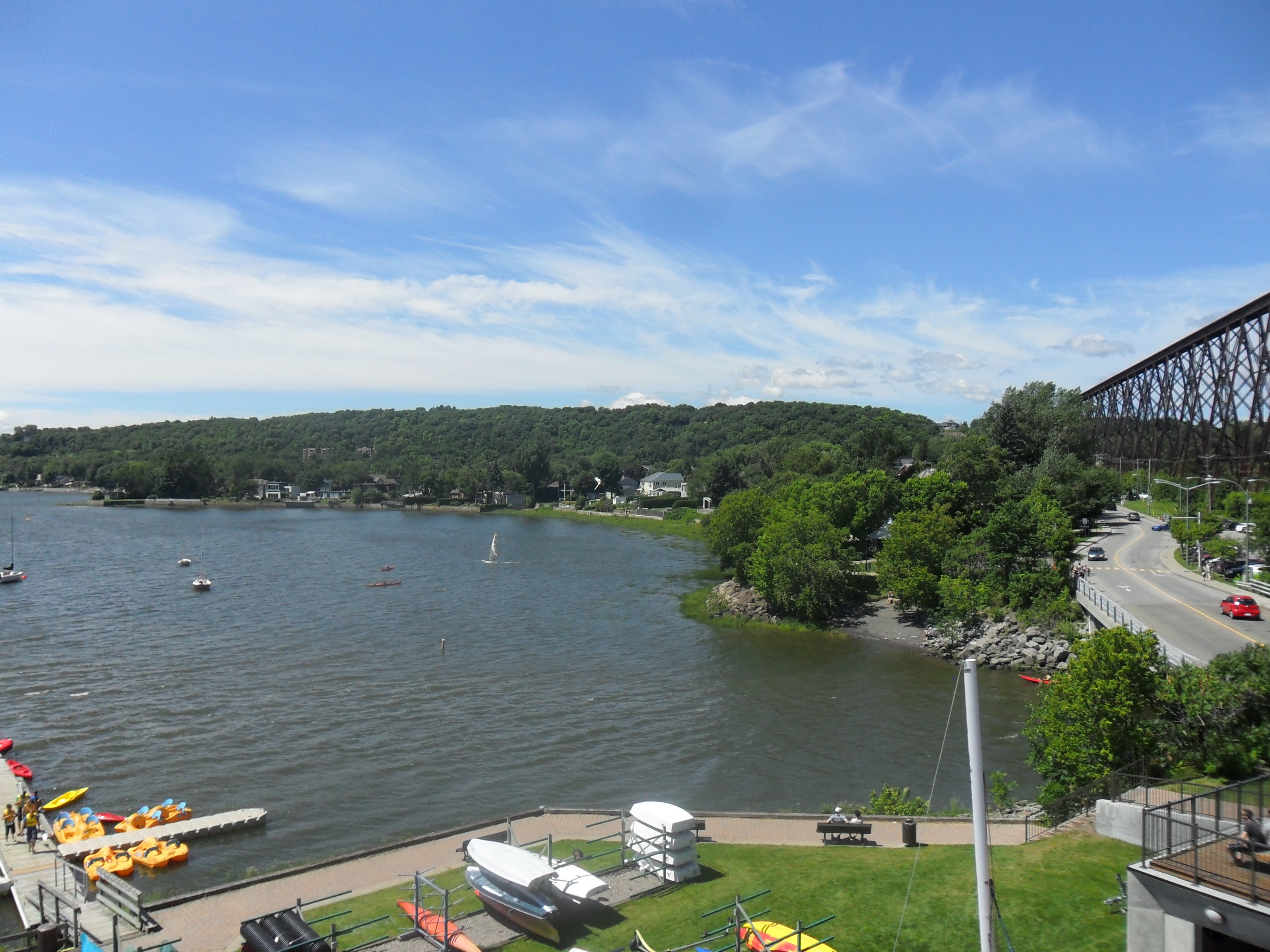
L'Anse du Cap Rouge.

- Le parc de la Plage-Jacques-Cartier sur les berges du Saint-Laurent
- Club de golf Cap-Rouge
  - Grand terrain de golf de 18 trous construit en 1958. Club de golf privé l'été, il est ouvert à la population l'hiver pour le ski de fond, la luge et la raquette.
- Parc Nautique de Cap-Rouge
- Parc du Plateau
- Parc Provancher
- Parc Robert-L.-Séguin
- Parc Les Sources
- Parc des Potiers
- Parc des Écores
- Parc des Vétérans
- Parc de la Seigneurie

### Édifices religieux

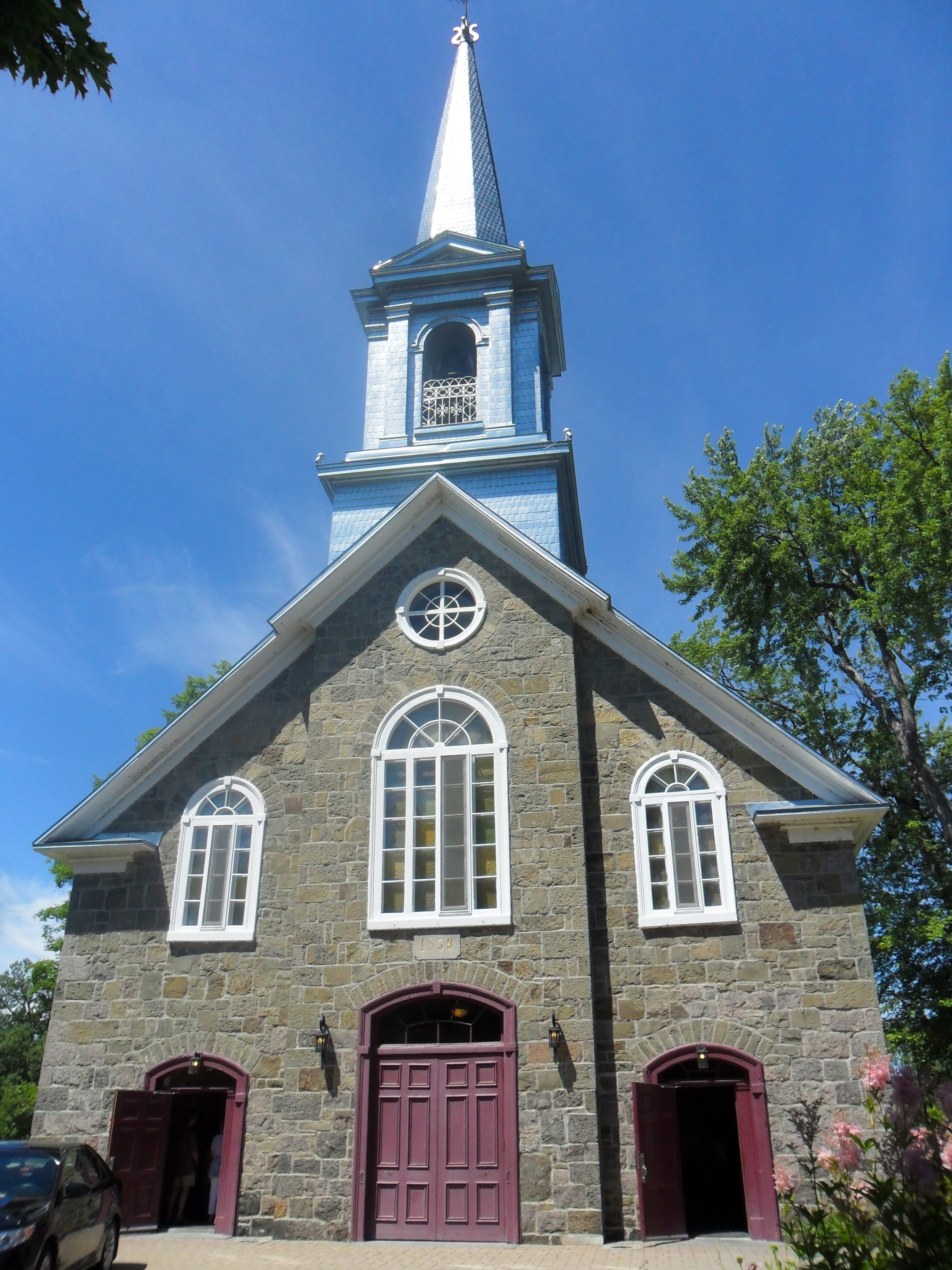
Église Saint-Félix de Cap-Rouge

- L'église Saint-Félix-de-Cap-Rouge est érigée en 1859. Le patronyme, Saint-Félix, provient du nom du vicaire-général Charles-Félix Cazeau qui a permis la construction de l'église[11].

### Musées, théâtres et lieux d'expositions
- Bibliothèque Roger-Lemelin
- Maison Léon-Provancher, centre d'animation des milieux naturels et historiques.
- Centre d'art Maison Blanchette, qui comprend la galerie d'art du Tracel.
- Festival Découvr'Arts, tenu chaque année la première fin de semaine de juin[12].

### Commerces et entreprises
- Centre commercial Jean-Gauvin, route Jean-Gauvin
- Mail Cap-Rouge, centre commercial, boulevard de la Chaudière

### Lieux d'enseignement
- Commission scolaire des Découvreurs
  - École primaire Les Sources
  - École primaire L'Arbrisseau
  - École primaire Marguerite-d'Youville
  - École primaire et secondaire des Grandes-Marées (fermée en 2011)

### Autres structures et édifices notables

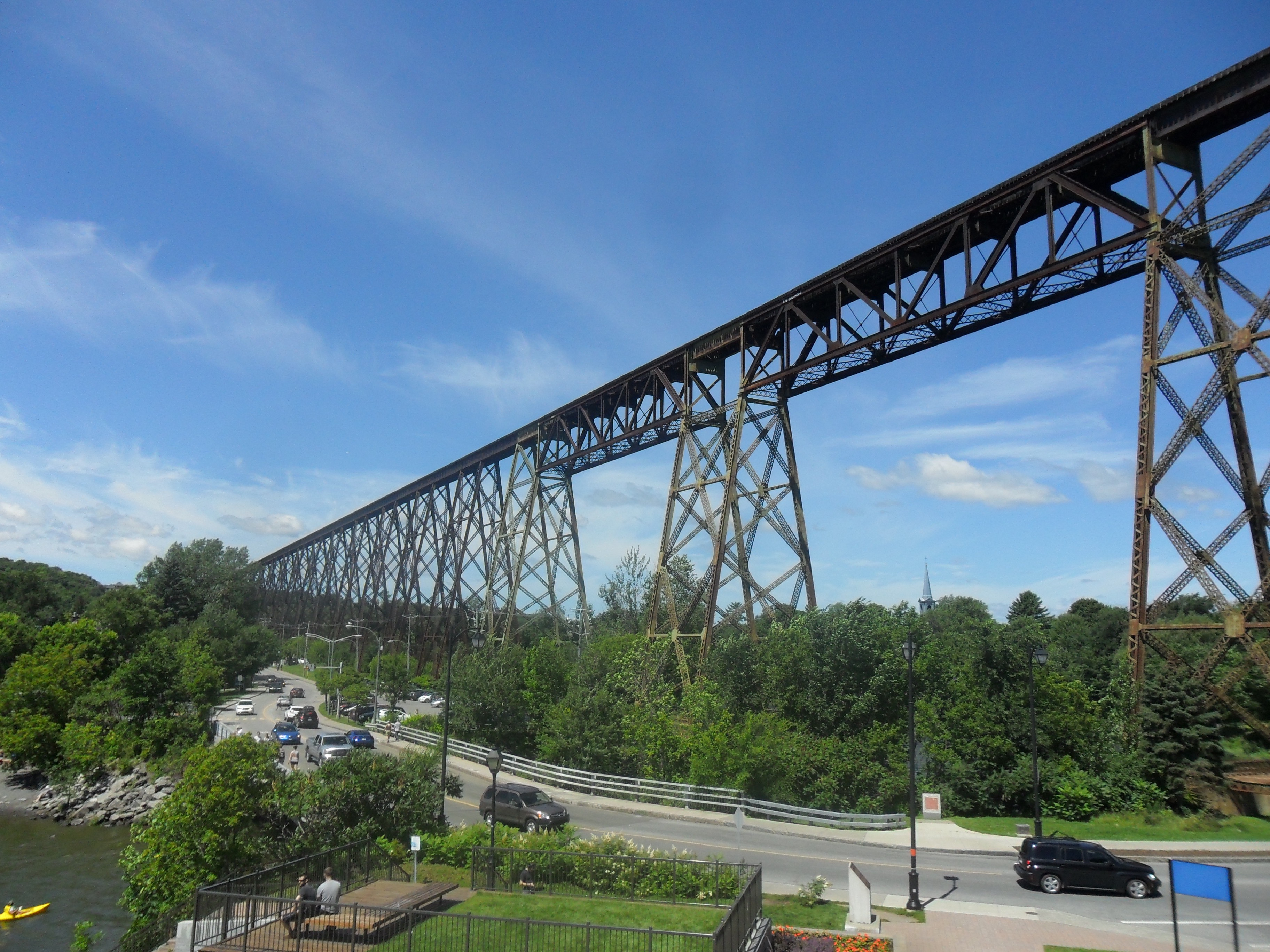
Tracel de Cap-Rouge

- Le tracel de Cap-Rouge est un pont sur chevalets pour une voie ferrée du Canadien National.

## Démographie
Lors du recensement de 2016, le portrait démographique du quartier était le suivant :

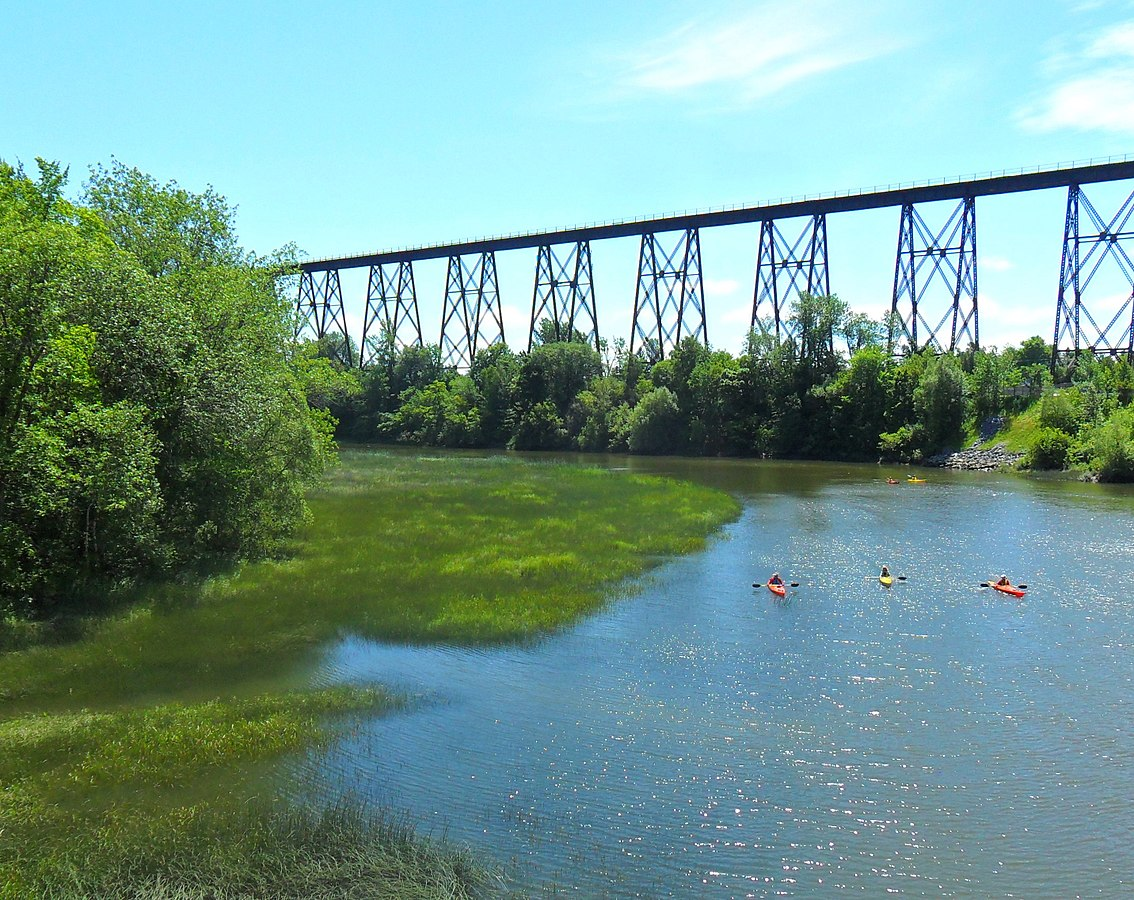
Rivière de Cap-Rouge

- Rivière de Cap-Rougesa population représentait 16,7 % de celle de l'arrondissement et 3,3 % de celle de la ville.
- l'âge moyen était de 42 ans tandis que celui à l'échelle de la ville était de 43,2 ans.
- 89,2 % des habitants étaient propriétaires et 10,8 % locataires.
- Taux d'activité de 65,7 % et taux de chômage de 3,4 %.
- Revenu moyen brut des 15 ans et plus : 68 943 $.

| 1981  | 1986   | 1996   | 2001   | 2006   | 2011   | 2016   | 2021   |
| ----- | ------ | ------ | ------ | ------ | ------ | ------ | ------ |
| 8 492 | 12 101 | 16 810 | 16 790 | 17 435 | 17 640 | 17 305 | 17 290 |

## Personnalités liées à Cap-Rouge
- Denis Blanchette, homme politique, habite à Cap-Rouge.
- Jean-Charles Cantin, homme politique, a habité à Cap-Rouge et en a été maire.
- Lawrence Cannon, homme politique, a habité à Cap-Rouge.
- Joseph Bell Forsyth, homme d'affaires, propriétaire terrien et premier maire de Cap-Rouge.
- Roger Lemelin, écrivain, a habité à Cap-Rouge.
- Jonathan Marchessault, joueur professionnel de hockey sur glace, né à Cap-Rouge.
- Marie Philippe, chanteuse québécoise, née à Cap-Rouge.
- Pascale Picard, auteure-compositrice-interprète, née à Cap-Rouge.
- Léon Provancher, prêtre et naturaliste, a habité et est mort à Cap-Rouge.
- Chloé Robichaud, cinéaste, née à Cap-rouge.
- François-Guy Thivierge, alpiniste, a habité à Cap-rouge
- Laurent Torregrossa, peintre français et canadien, habite à Cap-Rouge.
- Catherine-Anne Toupin, actrice et dramaturge, a habité à Cap-Rouge.
- David Veilleux, coureur cycliste, né à Cap-Rouge.
- Audrée Wilhelmy, écrivaine, née à Cap-Rouge.

## Jumelage
- Paroisse de San Marcos de Colón (Honduras)
- Chauray (Deux-Sèvres) (France)